# Jan Stehlík (basketbalista)
Jan Stehlík (* 10. července 1986) je český basketbalista hrající Národní basketbalovou ligu za tým NH Ostrava a SKB Valašské Meziříčí. Hraje na pozici rozehrávače a malého křídla.
Je vysoký 185 cm, váží 80 kg.

## Kariéra
- 1997–2005 : TJ Gymnázium Hladnov
- 2002–2003 : NH Ostrava
- 2003–2004 : VŠB TU Ostrava B
- 2005–2010 : NH Ostrava
- 2005–2010 : SBK Valašské Meziříčí

## Statistiky
| Sezóna   | Soutěž                 | Soutěž                               | Průměry na zápas                     |
| -------- | ---------------------- | ------------------------------------ | ------------------------------------ |
| 2002/03  | Gymnázium Hladnov      | Dorostenecká liga                    | 26 games: 16,04ppg, 2,7 apg          |
| 2002/03  | BK NH Ostrava          | Dorostenecká extraliga               | 15 games: 10,33ppg                   |
| 2002/03  | Gymnázium Hladnov      | Juniorská extraliga                  | 8 games: 14,13ppg                    |
| 2003/04  | Gymnázium Hladnov      | Juniorská extraliga                  | 25 games: 13,84ppg, 2,6apg           |
| 2003/04  | VŠB Ostrava B          | 2. liga mužů                         | 16 games: 11,94ppg, 2,56apg 73,21%FT |
| 2004/05  | Gymnázium Hladnov      | Juniorská extraliga                  | 24 games: 27,17ppg, 4,58apg 76,39%FT |
| 2005/06  | BK NH Ostrava          | MATTONI NBL                          | 2,5ppg 0,7rpg, 0,7apg 100%FT         |
| 2005/06  | SBK Valašské Meziříčí  | 2. liga mužů                         | 7 games: 21,29ppg, 3,8apg, 79,4%FT   |
| 2006     | Česká reprezentace U20 | U20 Division B European championship | 8 games: 7ppg, 1,8rpg, 1,6apg        |
| 2006/07  | BK NH Ostrava          | MATTONI NBL                          | 18 games: 4,5ppg, 1,5rpg, 1,1apg     |
| 2006/07  | SBK Valašské Meziříčí  | 2. liga mužů                         | 21,25ppg                             |
| 2007/08  | BK NH Ostrava          | MATTONI NBL                          | 5,3ppg, 1,5rpg, 1,3apg, 1spg         |
| 2007/08  | SBK Valašské Meziříčí  | 2. liga mužů                         | 17,67ppg                             |
| 2008/09  | BK NH Ostrava          | MATTONI NBL                          | 5,3ppg, 1,4rpg, 1apg                 |
| 2008/09  | SBK Valašské Meziříčí  | 2. liga mužů                         | 24ppg                                |
| 2009/10* | BK NH Ostrava          | MATTONI NBL                          | 4,5ppg, 1rpg                         |
| 2009/10  | SBK Valašské Meziříčí  | 2. liga mužů                         | 24,5ppg                              |

## Úspěchy
- Nejvíce vstřelených bodů (652) – 2005
- Nejvyšší průměr bodů na zápas (27,17) – 2005
- Česká reprezentace U20 – 2006
- Mattoni NBL All-Star Game – 2008
- Akademické mistrovství České republiky 2. místo – 2008
- Mattoni NBL All-Star Game U23 – 2009
- Akademické mistrovství České republiky 1. místo – 2009
- Akademické mistrovství České republiky 3. místo – 2010